# Сергіївка (Краматорський район)
Се́ргіївка — село Андріївської сільської громади Краматорського району Донецької області, Україна. Населення становить 1596 осіб.

## Географія
Село розташоване на трасі Краматорськ — Добропілля за 15 км від вокзалу міста Краматорськ.
Селом протікає річка Бичок.

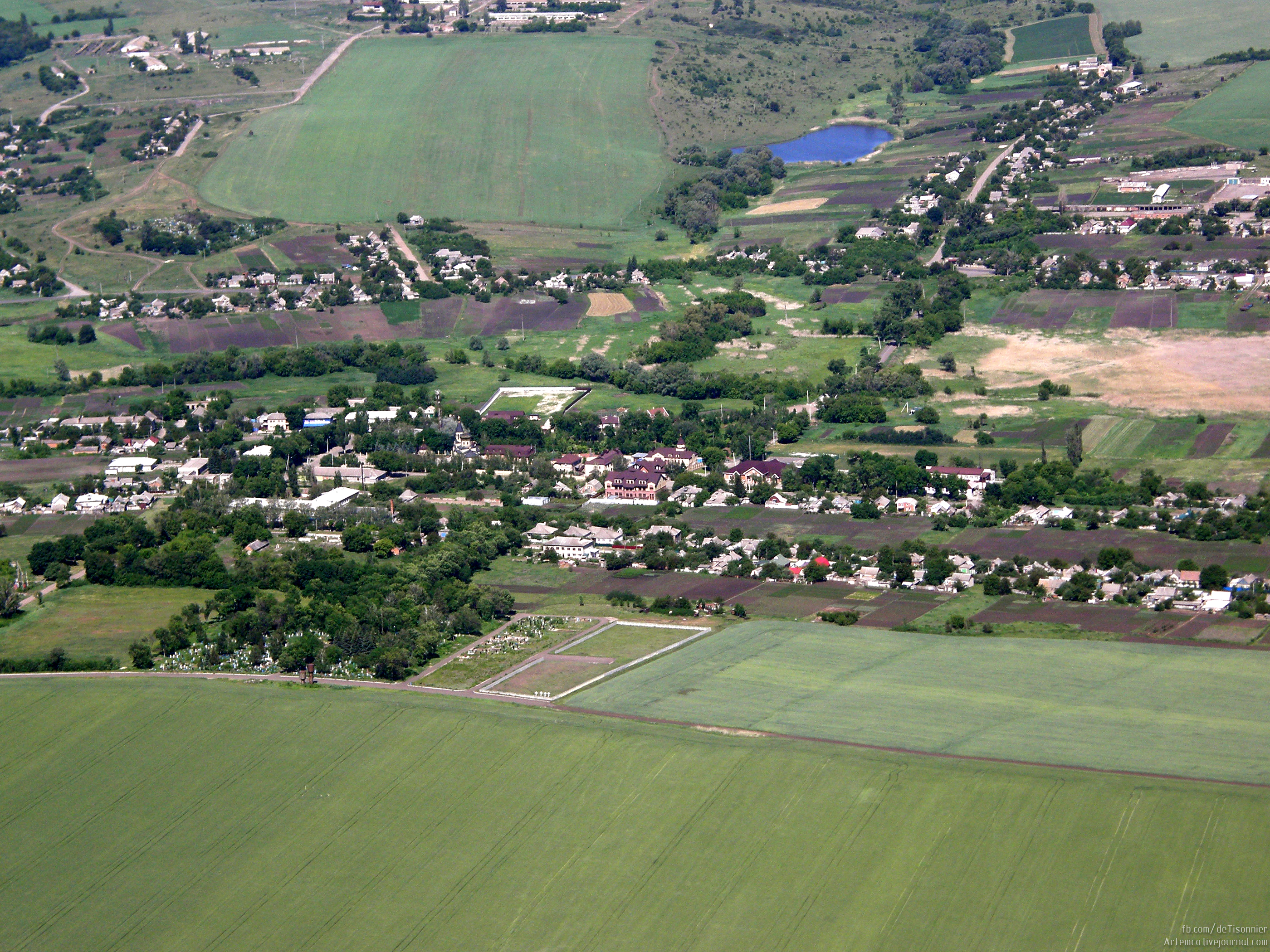
центр села
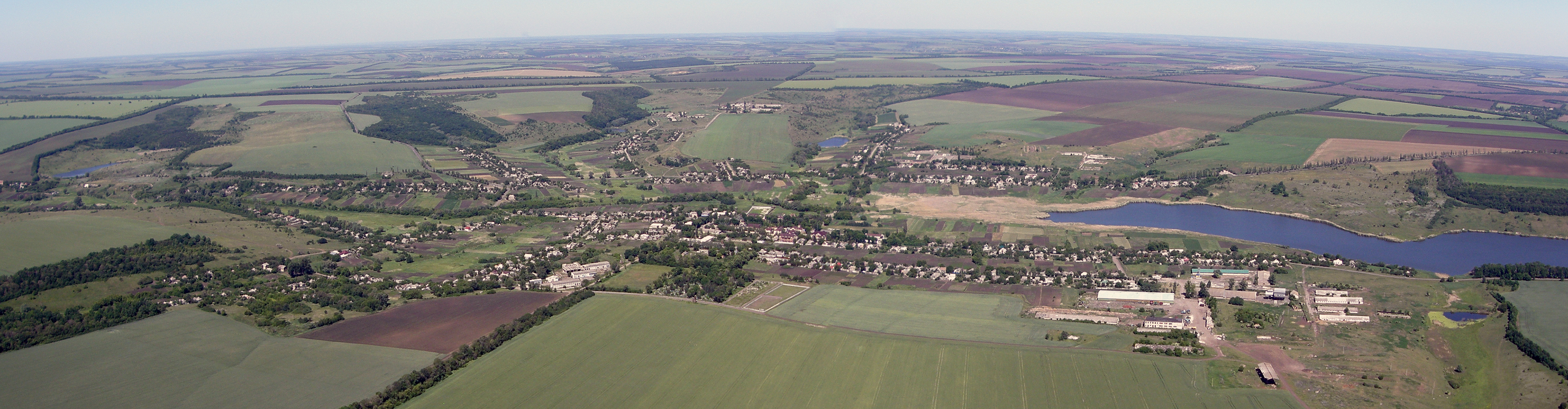
вид на Сергіївку з параплану

## Економіка
Молочнотоварна і свинотоварна ферми. Філія «Краматорський» агрофірми «Шахтар» і сільськогосподарська фірма «КЗТС Машинінг». Значна кількість місцевого населення працює на машинобудівних заводах Краматорська.

## Населення

### Мова
Розподіл населення за рідною мовою за даними перепису 2001 року:
| Мова            | Кількість | Відсоток |
| --------------- | --------- | -------- |
| українська      | 1377      | 86.28%   |
| російська       | 213       | 13.35%   |
| білоруська      | 4         | 0.25%    |
| вірменська      | 1         | 0.06%    |
| інші/не вказали | 1         | 0.06%    |
| Усього          | 1596      | 100%     |

## Історія
1806 – син шабельківського поміщика В. І. Шабельського І. П. Шабельський засновує село Іванівку.
1859 – село перепродане поміщику М. Є. Замятіну та перейменоване в Сергіївку.
1893 – відкрито однокласну церковнопарафіяльну школу.
1913 – відкрита амбулаторія.
1914 – відкрито земське однокласне училище.
10 квітня 1921 загін махновця Кожина чисельністю 60 шабель займає село Сергіївка, в котрому повстанці знищують органи радянської влади, під час бою за село більшовики втратили 10 чоловік убитими.
1923–1925 рр. – Сергіївка була районним центром Бахмутської округи.
1930 – створено Краматорську МТС.
1935 – семирічну школу перетворено на середню.
1939 – Сергіївка стає центром Андріївського району.
23 жовтня 1941 – село захоплено німецькими військами.
7 лютого 1942 – радянські війська звільняють Сергіївку в ході Барвінково-Лозівської операції.
21 лютого 1942 – село знову захоплено німецькими військами.
8 вересня 1943 – Сергіївку остаточно звільнено Червоною армією.
1950 – п'ять колгоспів Сергіївки (ім. Петровського, «Червоний партизан», ім. Сталіна, «Краммашбуд», «Шлях до комунізму») об'єднані в один ім. Жданова, у 1963 перейменований на «Краматорський».
1959 – ліквідовано Андріївський район, Сергіївка підпорядковується Краматорському районові.
З початку 1963 село становиться центром сільської ради Слов'янського району.
18 липня 2000 – освячено Свято-Сергіївську церкву
6 вересня 2008 – відкрито меморіял Другої світової війни «Скорботна мати».
2011 – освячено церкву святих мучениць Віри, Надії, Любові і матері їх Софії
2015 – на нижньому поверсі Сергіївської церкви облаштовано Свято-Вікторівський храм на честь вихідця з Сергіївки генерального прокурора Віктора Пшонки

## Пам'ятки
- Пам'ятник воїнам, загиблим в німецько-радянську війну;
- Сергіївський жіночий монастир в ім'я святого Сергія Радонезького Української Православної Церкви МП;
- Пам'ятник Петру і Февронії

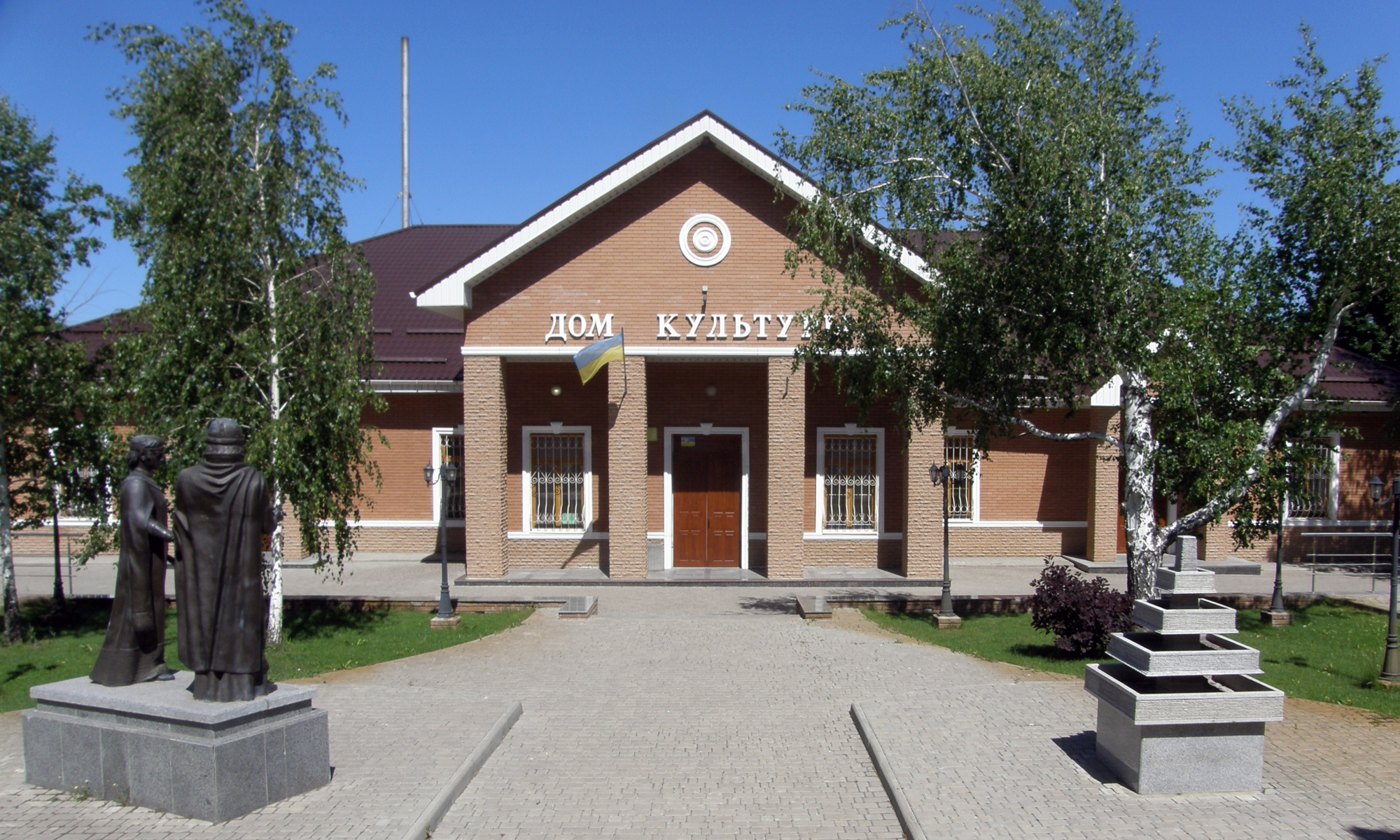
будинок культури
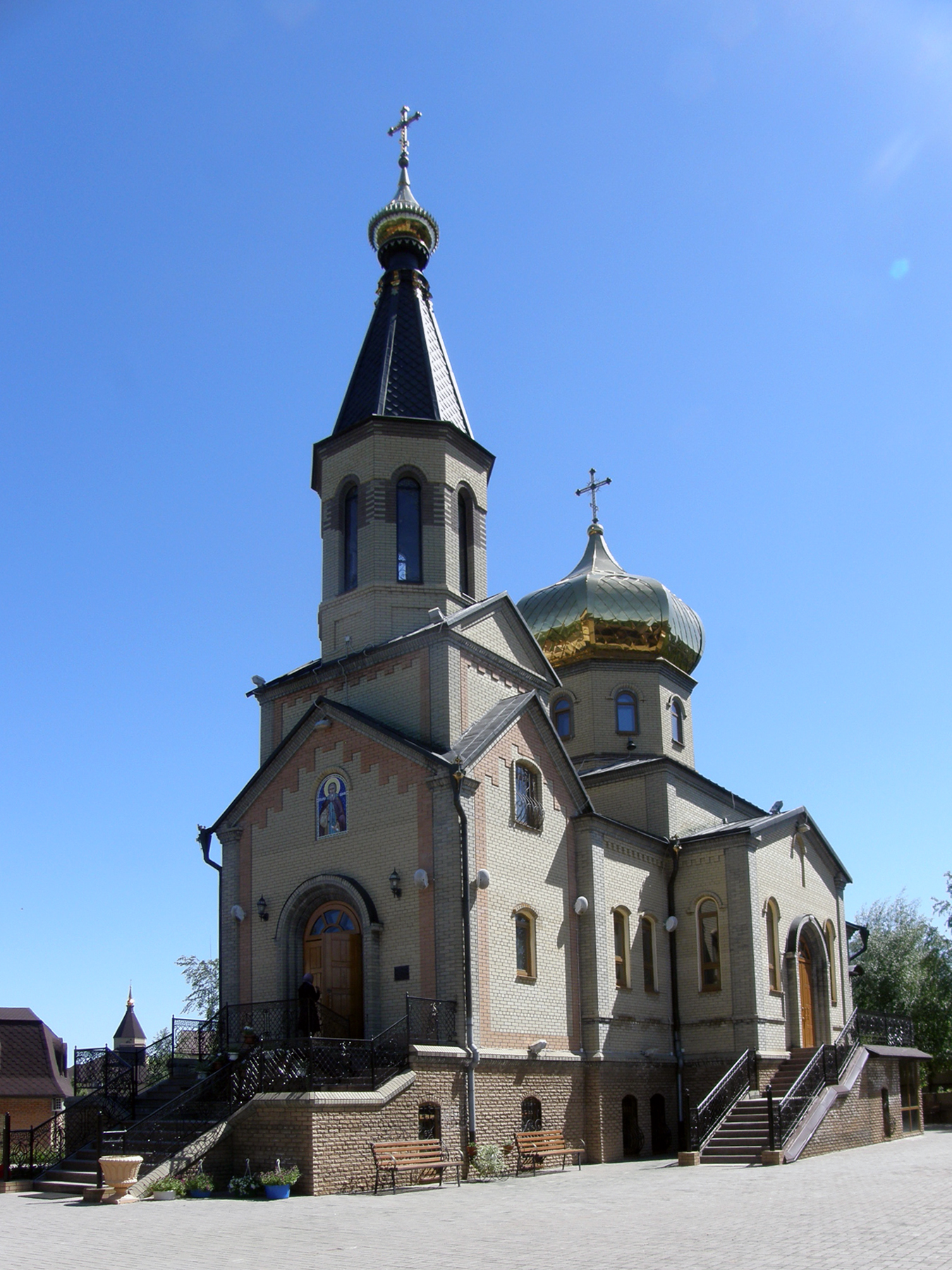
Свято-Сергіївська церква
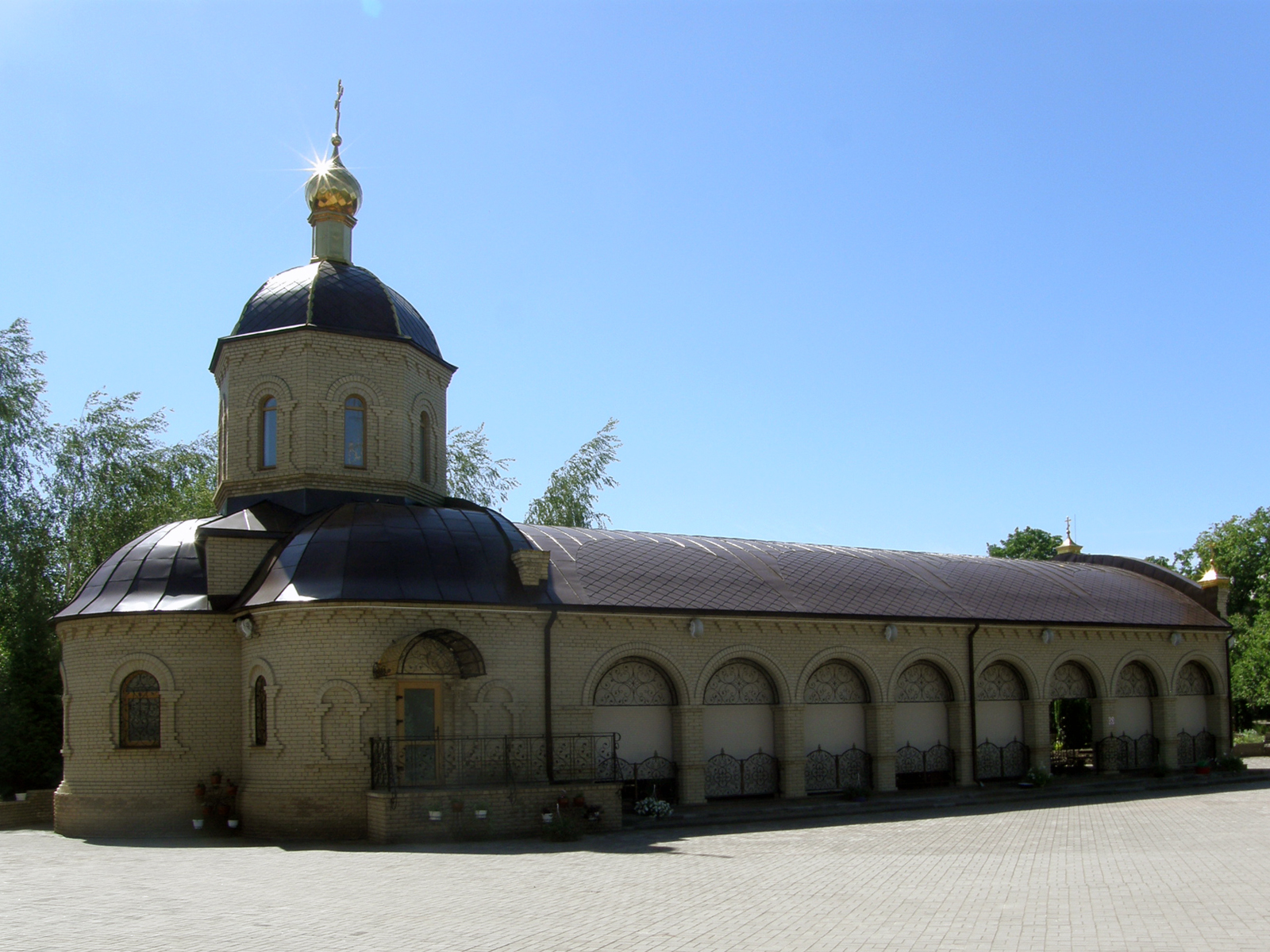
церква святих мучениць Віри, Надії, Любові і матері їх Софії
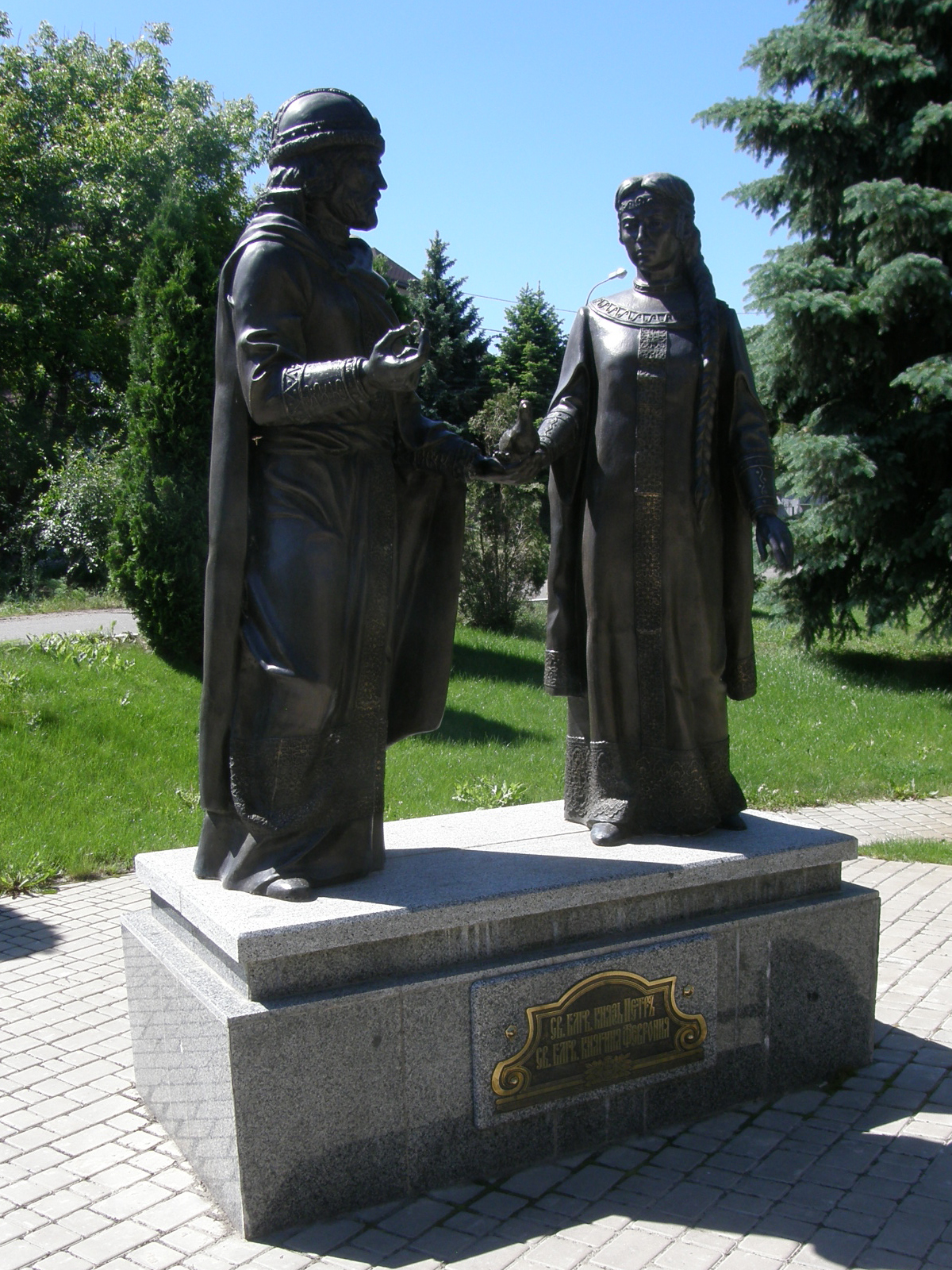
пам'ятник Петру і Февронії
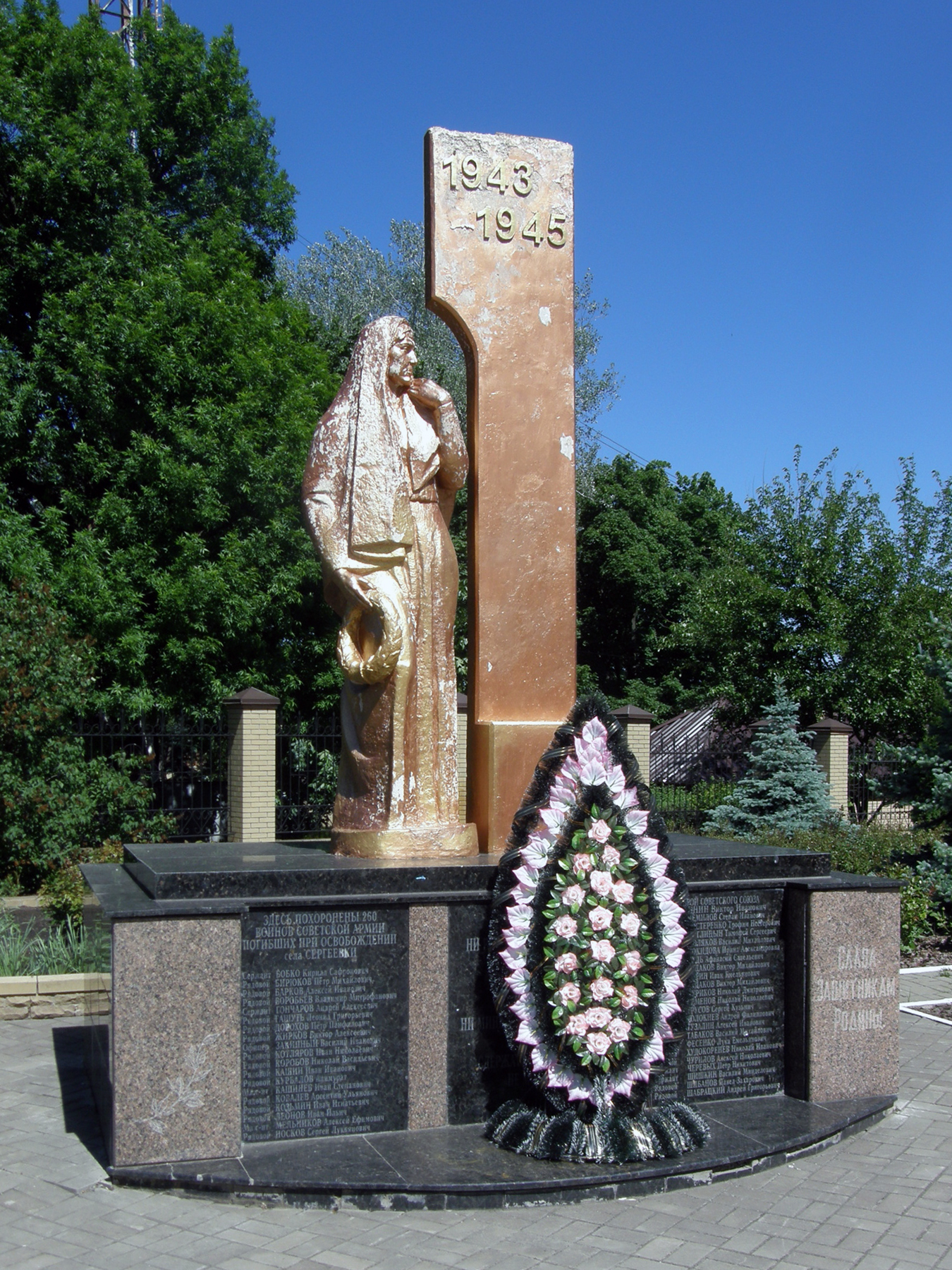
меморіял «Скорботна мати»
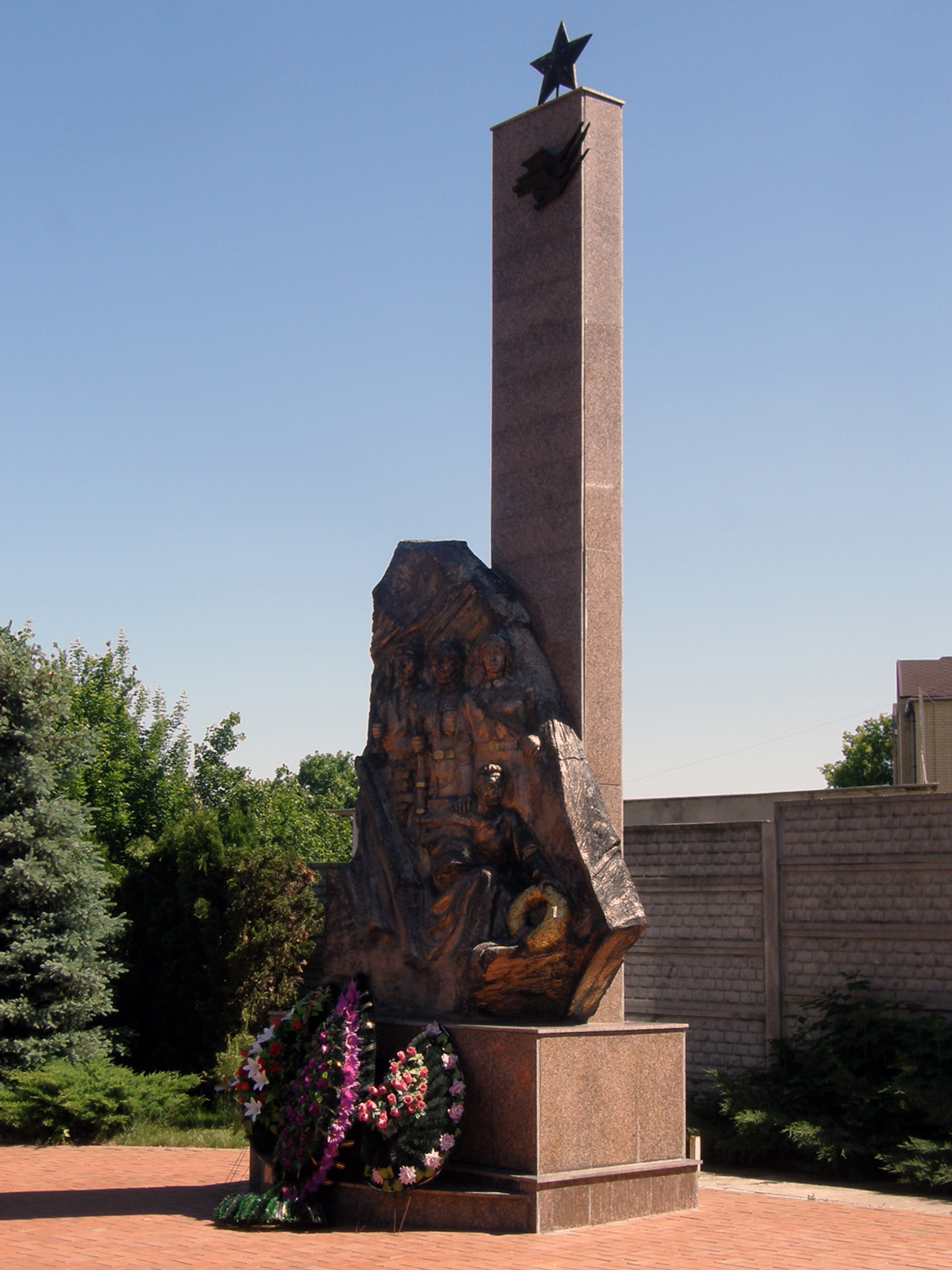
братська могила з іменами 260 червоноармійців, що загинули при визволенні Сергіївки

## Відомі вихідці
- Пшонка Віктор Павлович — колишній Генпрокурор України.
- Пшонка Микола Павлович (1947) — український правник, заслужений юрист України, старший брат Віктора.
- Ружевич Дмитро (помер 2018 у віці 15 років) — український громадський діяч, бібліотекар, інвалід-колясочник, наймолодший директор на громадських засадах приватної бібліотеки в Україні, рекордсмен Книги рекордів України.